# Bölkow 209 Monsun
Bölkow Bö 209 Monsun – niemiecki lekki samolot sportowy i dyspozycyjny.

## Historia
W 1966 r. Hermann Mylius, Walter Heynen i Johann Kraus we własnym zakresie opracowali maszynę, która otrzymała roboczą nazwę MHK 101. Dzięki wsparciu firmy Bölkow zbudowano prototyp z silnikiem Lycoming O-235-C2A o mocy 115 KM, którego oblotu dokonano 22 grudnia 1967 r. 
W 1968 r. maszyna została zaprezentowana na wystawie lotniczej w Hanowerze. Firma Bölkow wyraziła zainteresowanie samolotem i podjęto dalsze prace rozwojowe. Po zmianach konstrukcyjnych i zmianie silnika na Lycoming O-320-B o mocy 150 KM podjęto decyzję o wdrożeniu go do produkcji jako następcę Bölkow 208 Junior. Produkcję uruchomiono w fabryce w Laupheim w 1969 r. Certyfikat typu samolot otrzymał 11 maja 1970 r. W trakcie produkcji maszyna ulegała dalszej ewolucji, m.in. zastosowano w nim silnik Lycoming O-320-D1A o mocy 160 KM i śmigło o zmiennym skoku.
Dzięki swojej ergonomii (składane skrzydła do hangarowania) i ekonomicznej eksploatacji przy niskiej cenie zakupu samolot wzbudził duże zainteresowanie odbiorców. Do 191 r. zbudowano 102 egzemplarze i posiadano zamówienia na 275 dalszych. Jednak decyzja firmy Bölkow o zakończeniu produkcji samolotów cywilnych spowodowała, że podjęto decyzję o zaprzestaniu produkcji.

## Konstrukcja
Jednosilnikowy, dwumiejscowy samolot w układzie dolnopłatu o konstrukcji metalowej. Płat o konstrukcji jednodźwigarowej, profilu NACA 64215 u nasady i przechodzącym ku końcowi w NACA 64212. Wyposażone w lotki i klapy, mieści zbiorniki paliwa o pojemności 140 litrów. Dla ułatwienia przechowywania i transportu istnieje możliwość demontażu skrzydeł i ich złożenia. Kadłub o konstrukcji półskorupowej, mieści dwuosobową kabinę załogi osłoniętą odsuwaną do tyłu osłoną. Usterzenie. Podwozie trójpunktowe z stałymi kołami głównymi i w zależności od wersji stałego lub chowanego kółka przedniego. Na końcu kadłuba znajdowała się niewielka płoza ogonowa. Silnik płaski Lycoming, napędzający dwułopatowe śmigło.